# 7329-es mellékút (Magyarország)
A 7329-es számú mellékút egy aránylag rövid, alig több, mint 3 kilométer hosszú, négy számjegyű mellékút Veszprém vármegye nyugati szélén.

## Nyomvonala
A 84-es főútból ágazik ki, annak 27+900-as kilométerszelvényénél, a Veszprém vármegyei Zalagyömörő külterületén, nyugati irányban. Szinte egyből beér a falu házai közé, ahol a Rákóczi utca nevet veszi fel. A központban, 800. méterszelvénye után egy körforgalma van, ott ágazik ki a 73 332-es út, a Balatonszentgyörgy–Tapolca–Ukk-vasútvonal Zalagyömörő megállóhelyére.
Innen Gógánfai utca lesz a neve és hamarosan elhagyja a település házait. 1,8 kilométer megtétele után keresztezi a vasutat, és azzal párhuzamos irányba, észak-északnyugatnak fordul. Kevéssel 2,5 kilométer megtétele előtt ér Zalagyömörő, Gógánfa és Ukk hármashatárához, itt egy darabig e két utóbbi település határvonalát követi.
A folytatásban elhalad Gógánfa megállóhely közelében, illetve a 2,900-as kilométerszelvényénél kiágazik belőle az állomást kiszolgáló, alig több mint 100 méter hosszú, 73 328-as számozású mellékút; nagyjából innentől már gógánfai területen halad, bár a községhatártól ezután sem nagyon távolodik el. A 7337-es út 3+200-as kilométerszelvénye előtt kialakított körforgalmú csomópontjába becsatlakozva ér véget, nem messze Gógánfa lakott területének keleti szélétől.
Teljes hossza, az országos közutak térképes nyilvántartását szolgáló kira.gov.hu adatbázisa szerint 3,136 kilométer.